# Keith Alexander (Musiker)
Keith Alexander (* 23. November 1963 in New York City als Keith Alexander Bonanno; † 11. Juli 2005) war ein amerikanischer Gitarrist und Body-Modification-Künstler. Er war bis 1986 Gitarrist der Thrash-Metal-Band Carnivore und in den 1990er Jahren Mitglied von Dee Snider’s SMFs. Seit Anfang der 1990er Jahre war er in der Szene des Piercing und Body Modification tätig.

## Leben
Mitte 1983 wurde der 19-jährige Keith Alexander Bonanno Gitarrist der Metal-Band Carnivore. Im Zuge des Debütalbums Carnivore verkürzte er seinen Namen zu Keith Alexander. Danach verließ Alexander die Band und gründete die Thrash-Metal-Band Primal Scream, mit der er 1987 das Album Volume One veröffentlichte. Die Band löste sich 1989 auf und Alexander begann eine Karriere als Body-Modification-Künstler bei Gauntlet Enterprises und von 1996 bis 2002 in seinem eigenen Unternehmen Modern American BodyArts. Seine Arbeiten wurden regelmäßig im BMEzine gezeigt und er schrieb unter dem Pseudonym nootrope Gastbeiträge für das Magazin. Musikalisch trat er Mitte bis Ende der 1990er Jahre als Mitglied der Twisted-Sister-Tribute-Band von Dee Snider in Erscheinung, auf deren 1997er Live-Album Twisted Forever - SMF's Live er zu hören ist.
In den 2000er Jahren war Alexander im Bereich Neue Medien tätig, u. a. für Cingular Wireless und athmosphereBBDO und wurde mit verschiedenen Branchenpreisen ausgezeichnet. Von 2003 bis 2004 gab er Kurse in Webdesign an der New Yorker New School University. Der begeisterte Radfahrer starb am 11. Juli 2005 bei einem Fahrradunfall.

## Diskografie
mit Carnivore
- Carnivore (Roadrunner Records, 1985)

mit Primal Scream
- Volume One (Mercenary Records, 1987)

mit Dee Snider's SMFs
- Twisted Forever - SMF's Live (Coallier Entertainment, 1997)

## Belege
1. ↑  Tätowiermagazin 7/2005, S. 9
2. ↑  Jeff Wagner: Soul On Fire. Leben und Musik von Peter Steele. Verlag Nicole Schmenk, Oberhausen 2016, ISBN 978-3-943022-34-6, S. 45.
3. ↑  Remembering Keith Alexander. Roadrunner Records, abgerufen am 3. Februar 2015 (englisch).
4. ↑  Entity Information: Modern American BodyArts, Inc. NYS Division of Corporations, State Records and UCC, abgerufen am 4. Februar 2015 (englisch).
5. ↑  z. B.: About Branding. In: BMEzine. 1. Januar 1997, abgerufen am 4. Februar 2015 (englisch).

| Personendaten    | Personendaten                     |
| ---------------- | --------------------------------- |
| NAME             | Alexander, Keith                  |
| ALTERNATIVNAMEN  | Bonanno, Keith Alexander          |
| KURZBESCHREIBUNG | amerikanischer Gitarrist          |
| GEBURTSDATUM     | 23. November 1963                 |
| GEBURTSORT       | New York City, Vereinigte Staaten |
| STERBEDATUM      | 11. Juli 2005                     |